# 얀 카스프로비치

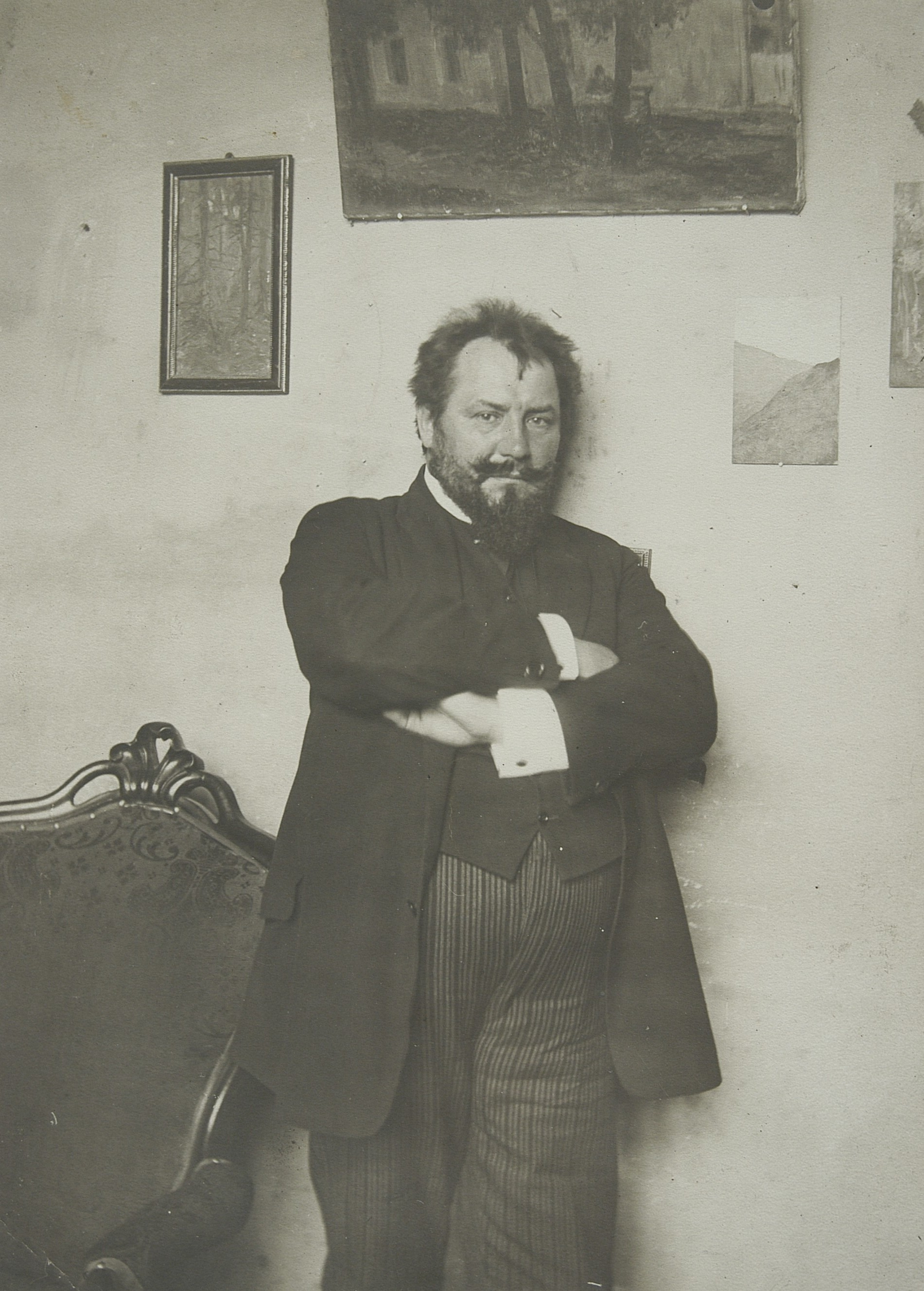
1910년의 카스프로비치

얀 카스프로비치(폴란드어: Jan Kasprowicz, 1860년 12월 12일~1926년 8월 1일)는 폴란드의 시인이다. 폴란드 문학사에서 가장 중요한 시인 중 한 명으로 자연주의, 상징주의, 표현주의 경향의 시를 썼다. 또한 문학 번역가로 활동하여 방대한 양의 고대 그리스어 문학과 영어, 독일어 문학 작품들을 폴란드어로 옮겼다.
청년 폴란드 운동을 주도한 지식인 중 한 명으로 급진적인 활동으로 인해 당시 프로이센 당국의 탄압을 받었다. 1889년에 폴란드어에 대한 탄압이 적었던 리보프로 이주하여 리보프 대학교 비교문학 교수를 맡기도 했다.

## 작품
- 〈들장미 덤불〉(Krzak dzikiej rózy, 1898)
- 〈죽어가는 세계에〉(Ginącemu światu, 1901)
- 〈가난한 자의 책〉(Księga ubogich, 1916)

## 수훈
- 사령관십자 폴란드 재건국 훈장